# Perbøeite-(Ce)
La perbøeite-(Ce) (simbolo IMA: Pbø-Ce) è un raro minerale del supergruppo della gatelite e al suo interno al "gruppo della gatelite"; appartiene alla famiglia dei "silicati" e alla sottoclasse dei sorosilicati, e possiede formula chimica (CaCe3)(Al3Fe2+)(Si2O7)(SiO4)3O(OH)2.

## Etimologia e storia
La perbøeite-(Ce) prende il nome dal mineralogista norvegese Per Bøe, curatore presso il museo dell'Università di Tromsø, situato nell'omonima città, mentre il suffisso 'Ce' sta a indicare il contenuto di cerio.

## Classificazione
Essendo stata approvata dall'Associazione Mineralogica Internazionale (IMA) nel 2011, la perbøeite-(Ce) non è elencata nella classica nona edizione della sistematica dei minerali di Strunz, aggiornata dall'IMA fino al 2009.
La perbøeite-(Ce) è elencata nell'edizione successiva, proseguita dal database "mindat.org", nella quale si trova nella classe "9. Silicati (germanati)" e da lì nella sottoclasse 9.B Sorosilicati"; questa viene ulteriormente suddivisa in base alla coordinazione dei cationi coinvolti in modo tale da trovare la perbøeite-(Ce) nella sezione 9.BG Sorosilicati con gruppi misti SiO4 e Si2O7; cationi in coordinazione ottaedrica [6] e superiore" dove forma il sistema nº 9.BG.50 insieme a ferriperbøeite-(Ce), perbøeite-(La), gatelite-(Ce) e ferriperbøeite-(La).
Anche la Sistematica dei lapis (Lapis-Systematik) di Stefan Weiß la perbøeite-(Ce) è elencata nella classe dei "silicati" e nella sottoclasse dei "sorosilicati"; qui si trova nella sezione dei "sorosilicati con gruppi misti SiO4 e Si2O7; cationi in coordinazione ottaedrica [6] e maggiore" dove forma il sistema nº VIII/C.23.

## Abito cristallino
La perbøeite-(Ce) cristallizza nel sistema monoclino nel gruppo spaziale P21/m (gruppo nº 11) con i parametri reticolari a = 8,9277(6) Å, b = 5,6548(6) Å, c = 17,587(1) Å e β = 116,475(8)°.

## Origine e giacitura
La perbøeite-(Ce) si forma in una fase primaria tardiva nella pegmatite di quarzo-microclino contenente terre rare; la paragenesi è con fluorite ricca di ittrio, törnebohmite-(Ce), allanite-(Ce) e bastnäsite-(Ce).
Il minerale è piuttosto raro ed è stato trovato solo nelle sue località tipo, che sono ben tre: la pegmatite di "Stetind" (68.17363°N 16.55467°E), "Hundholmen" (68.14654°N 16.26554°E) e "Nedre Eivollen" (68.04907°N 16.04234°E), tutte in Norvegia; le miniere "Rödberg" presso Nora e Riddarhyttan, entrambe in Svezia; a Čistá (nel distretto di Rakovník, Repubblica Ceca); a Kyštym (oblast' di Čeljabinsk, Russia); nel distretto minerario di Jamestown (contea di Boulder, Colorado, Stati Uniti).

## Forma in cui si presenta in natura
La perbøeite-(Ce) si presenta in cristalli prismatici chimicamente zonati
allungati lungo [010], di dimensioni fino a 400 μm. Il minerale è trasparente con lucentezza vitrea; il colore va dal verde grigiastro al verde molto pallido, mentre il colore del suo striscio è bianco.